# 愉園女子足球隊
愉園女子足球隊（英語：Happy Valley Athletic Association Women）為香港愉園體育會旗下的女子足球隊。
由於愉園體育會未有支付球員薪金，於2023年9月向香港高等法院提出清盤呈請，高院於同年12月6日頒令公司清盤。

## 歷史
2017年10月9日，愉園正式成立女子足球隊，大部份隊員從車路士足球學校女子隊舉薦而來，另有前港隊主力王淑芬、愛爾蘭籍前鋒宋麗雯分別從公民、東區來投，並邀得鮑家耀執教，最終獲得該季女子足球聯賽亞軍及女子足總盃冠軍。
2019年2月，愉園先後擊敗沙田、公民、港會，提前一輪穩奪當季甲組冠軍。

## 榮譽
- 甲組聯賽冠軍：1次(2018-19)
- 足總盃冠軍：1次(2017-18)

## 球員名單
- 門將：吳卓蔚、葉亦榮
- 後衛：冼仲意、翟嘉敏、王俊錂、曾麗珊、馬澤純、王素嫻、范瑩瑩
- 中場：湛靜雯、王淑芬、姚希雯、潘嘉嘉
- 前鋒：李頴欣、蘇鎧霖、彭子晴、陳芷欣、宋麗雯

## 著名球員
- 陳芷欣
- 吳卓蔚
- 冼仲意
- 馬澤純
- 王素嫻
- 王淑芬
- 湛靜雯
- 姚希雯
- 潘嘉嘉
- 李頴欣
- 宋麗雯